# Khỉ sóc Goeldi
Khỉ sóc Goeldi, danh pháp hai phần là Callimico goeldii, là một loài động vật có vú trong họ Cebidae, bộ Linh trưởng. Loài này được Thomas mô tả năm 1904.
Loài này sống ở vùng thượng lưu Amazon của Bolivia, Brazil, Colombia, Ecuador và Peru. Nó là loài duy nhất được phân loại trong chi Callimico, và những con khỉ đôi khi được gọi là "callimicos".
Khỉ sóc Goeldi có màu nâu đen hoặc đen và tóc trên đầu và đuôi của chúng đôi khi có màu đỏ, trắng hoặc bạc nâu nổi bật. Thân dài khoảng 8–9 inch (20–23 cm) và đuôi dài khoảng 10–12 inch (25–30 cm).

## Hình ảnh

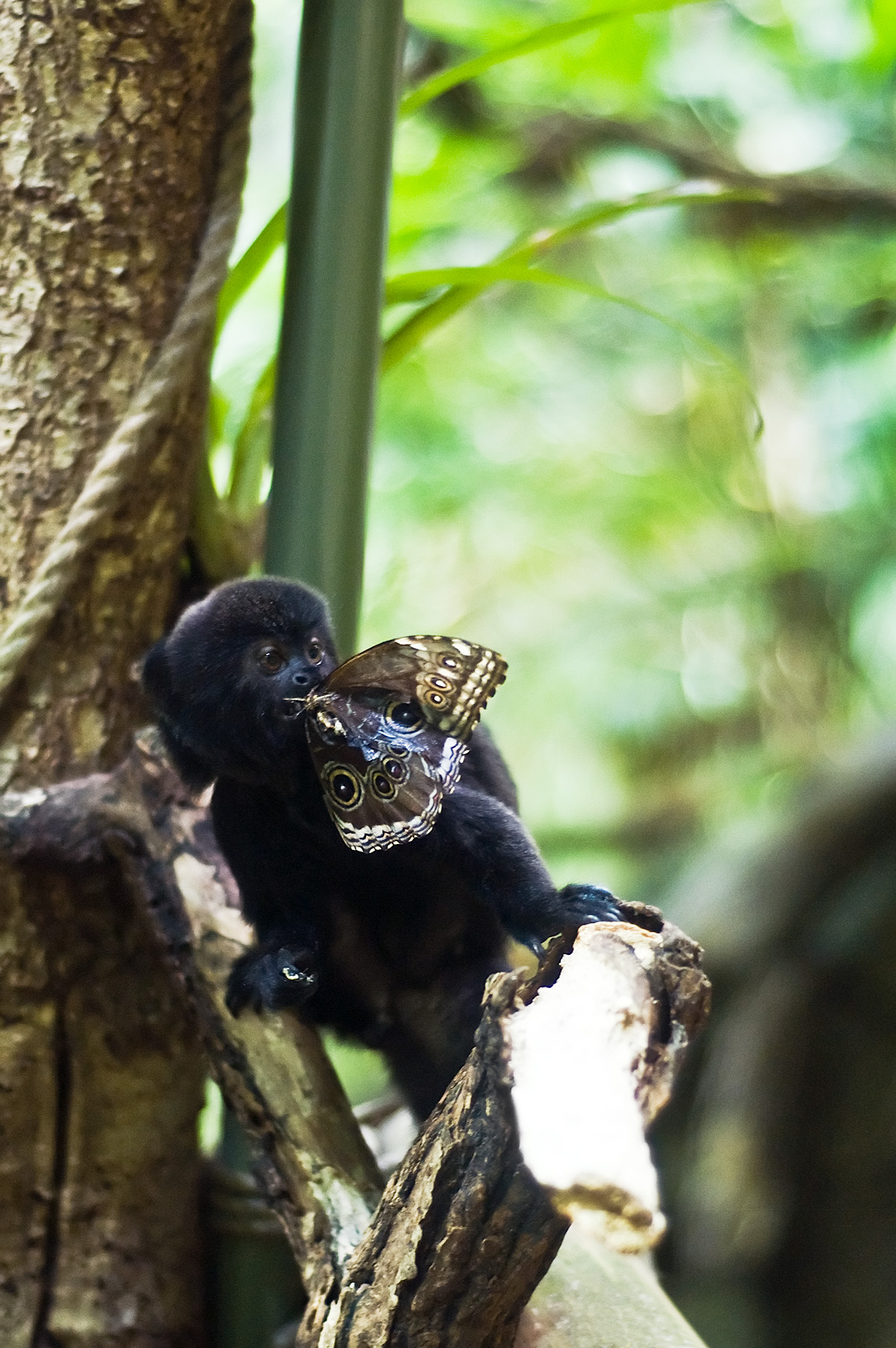
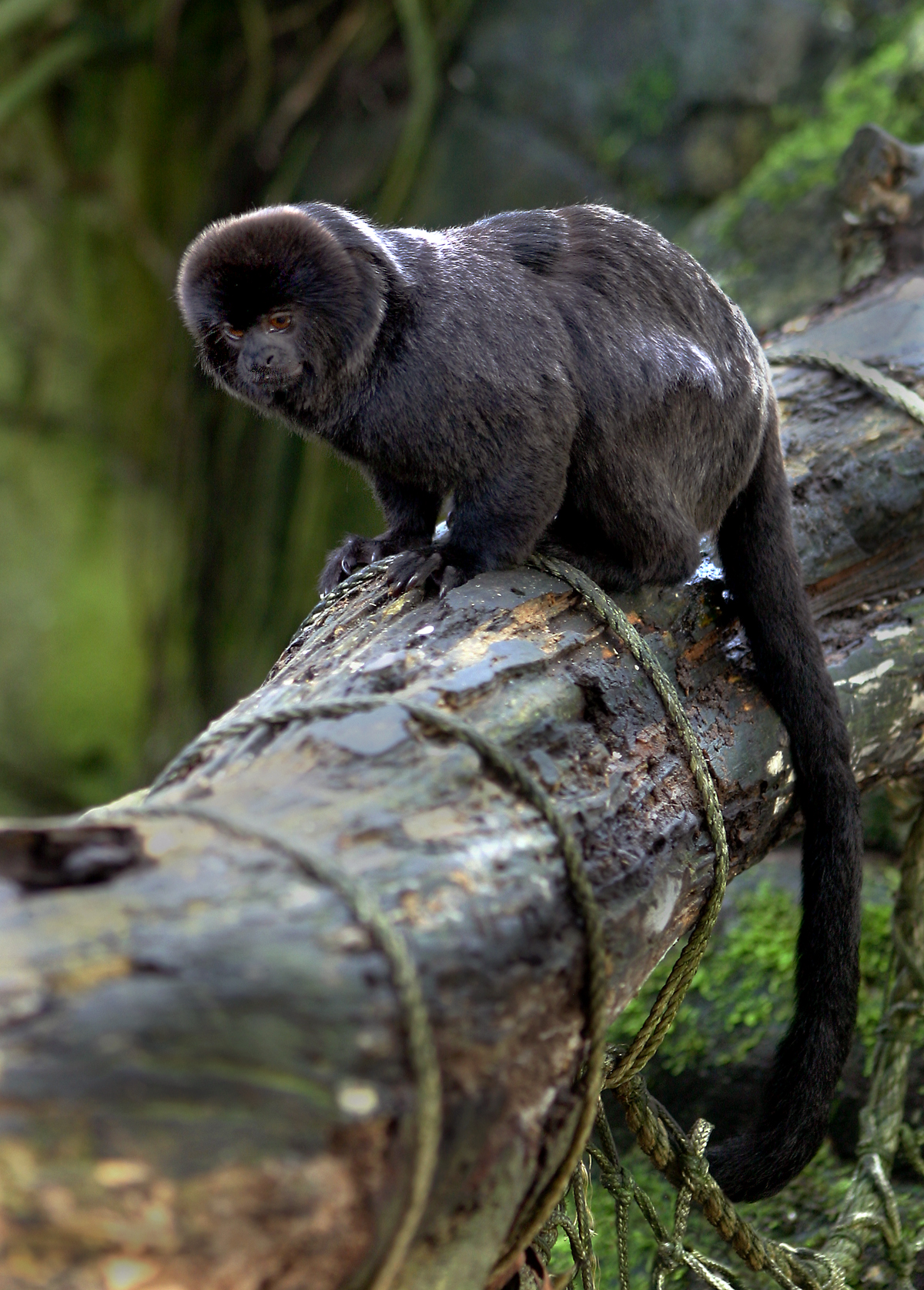
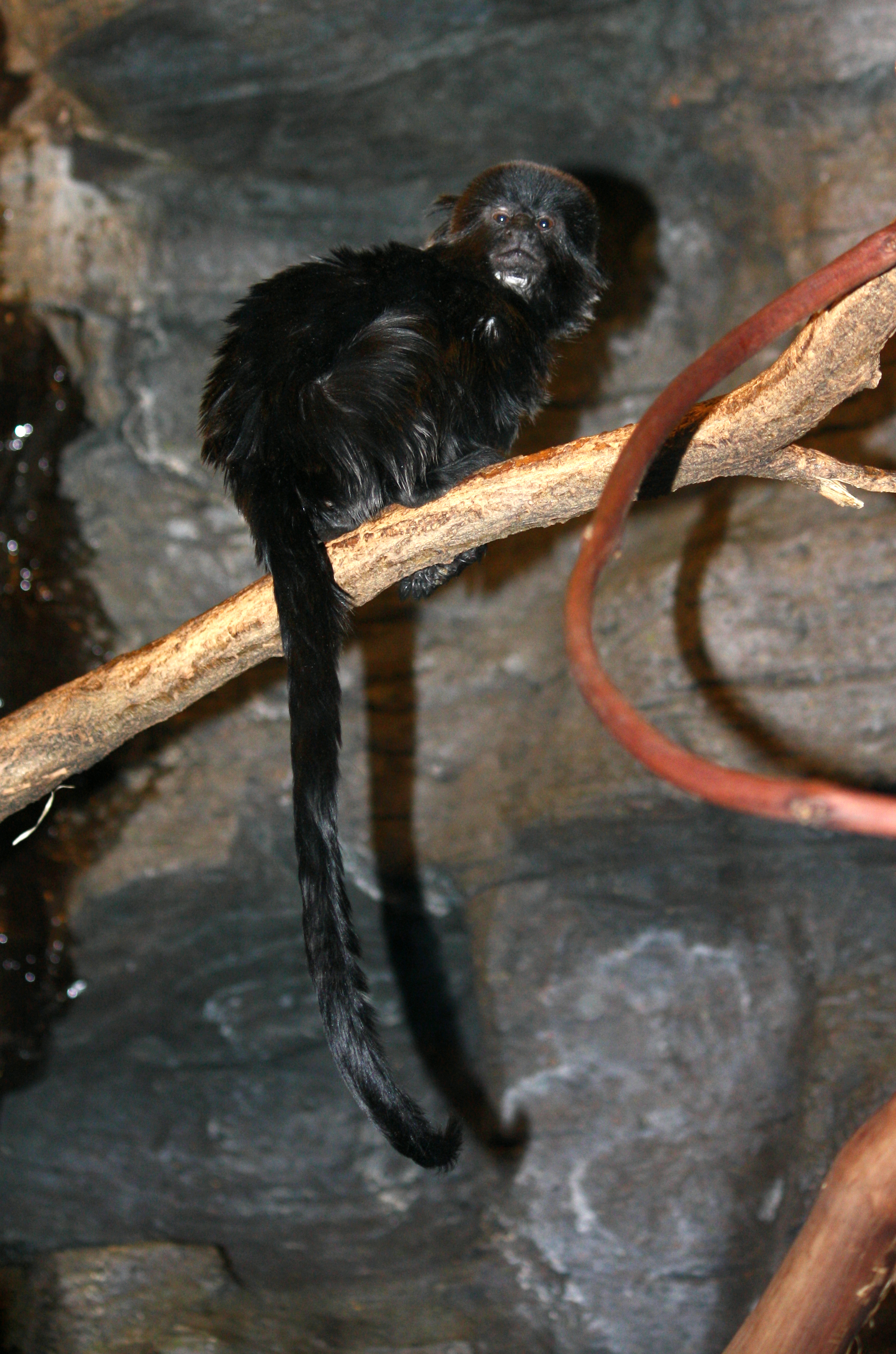
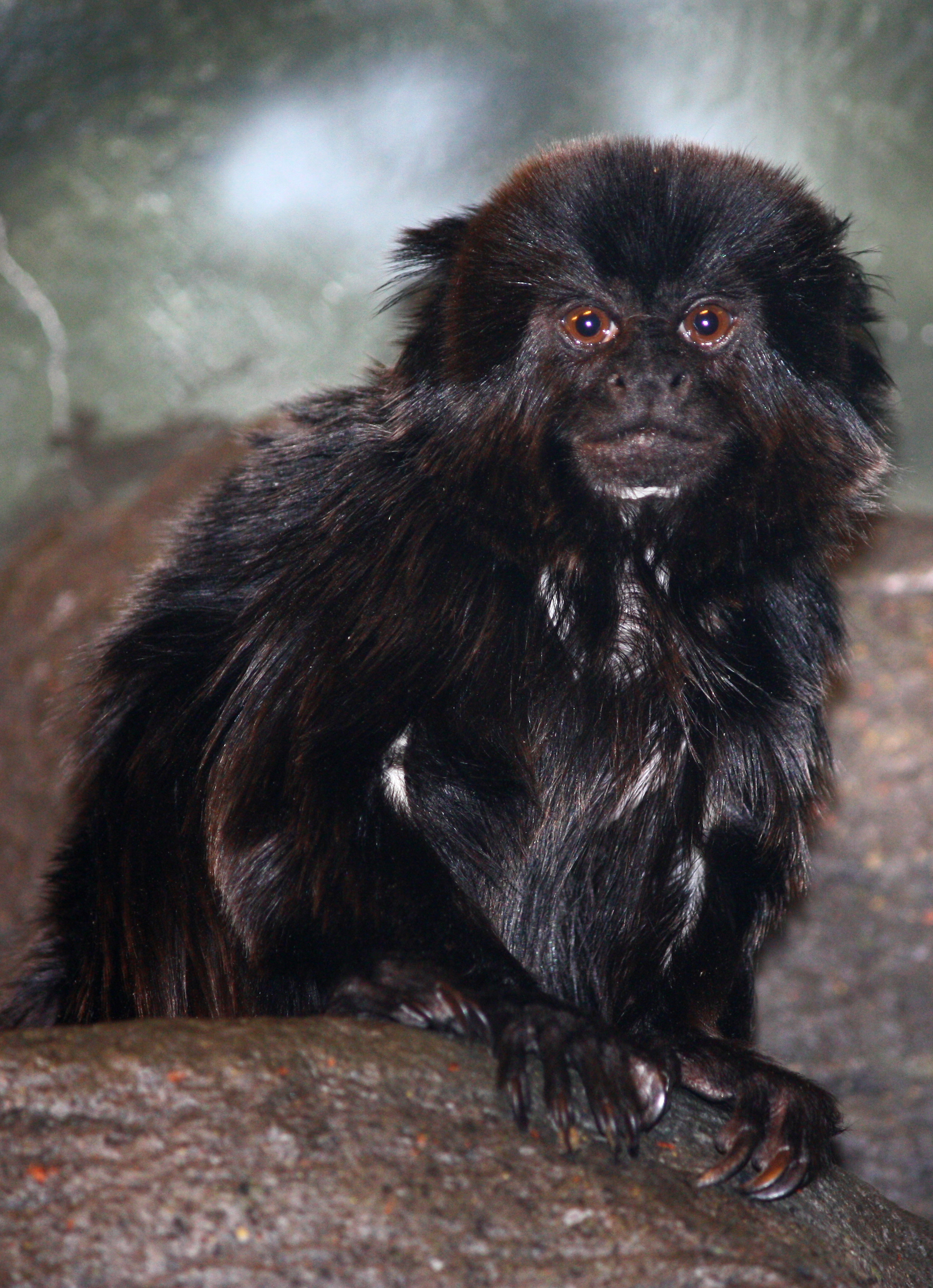